# Cichlasoma paranaense
Cichlasoma paranaense är en fiskart som beskrevs av Kullander, 1983. Cichlasoma paranaense ingår i släktet Cichlasoma och familjen Cichlidae. Inga underarter finns listade i Catalogue of Life.